# Kirche des Heiligen Nikolaus des Wundertäters

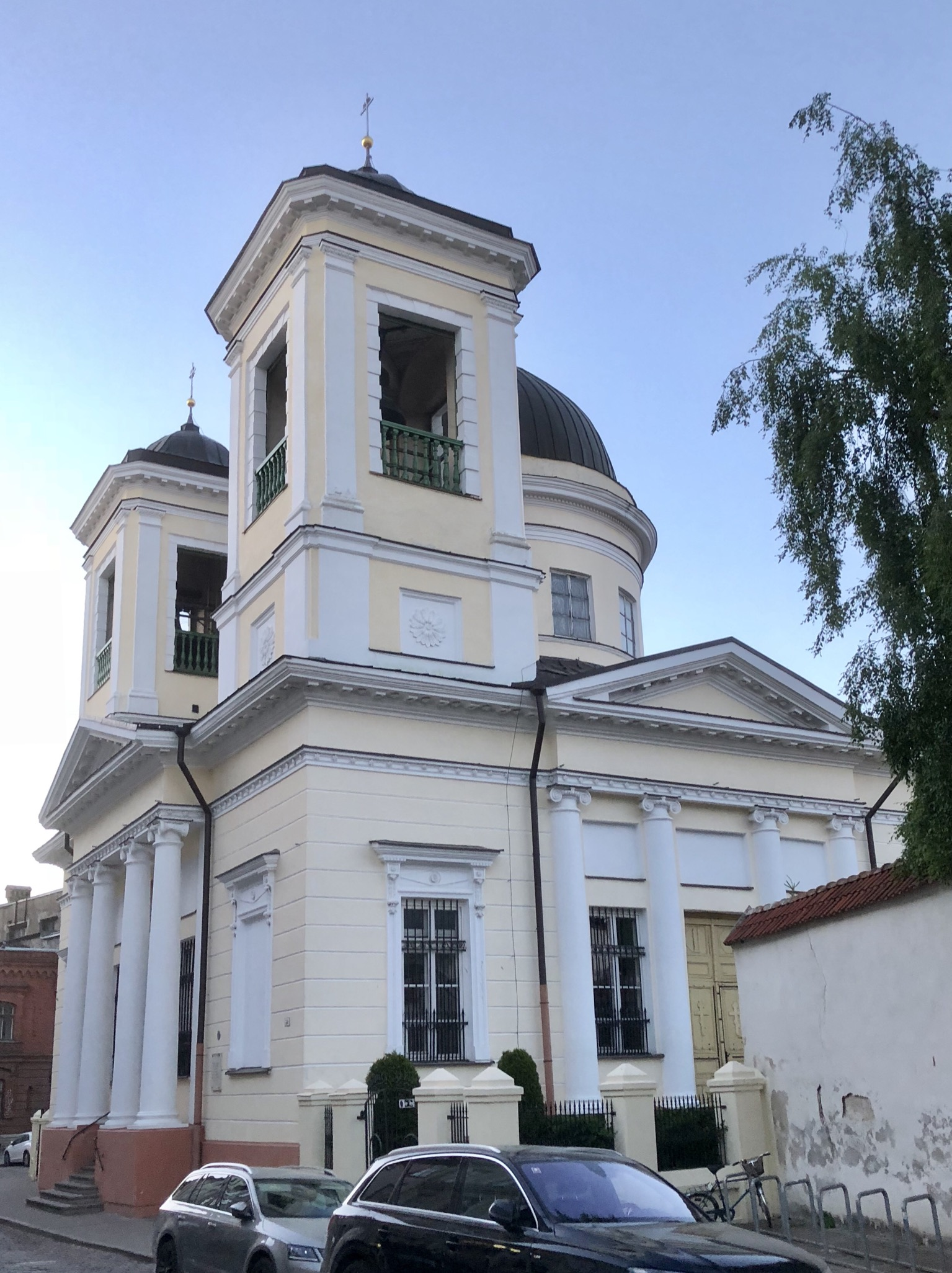
Kirche des Heiligen Nikolaus des Wundertäters

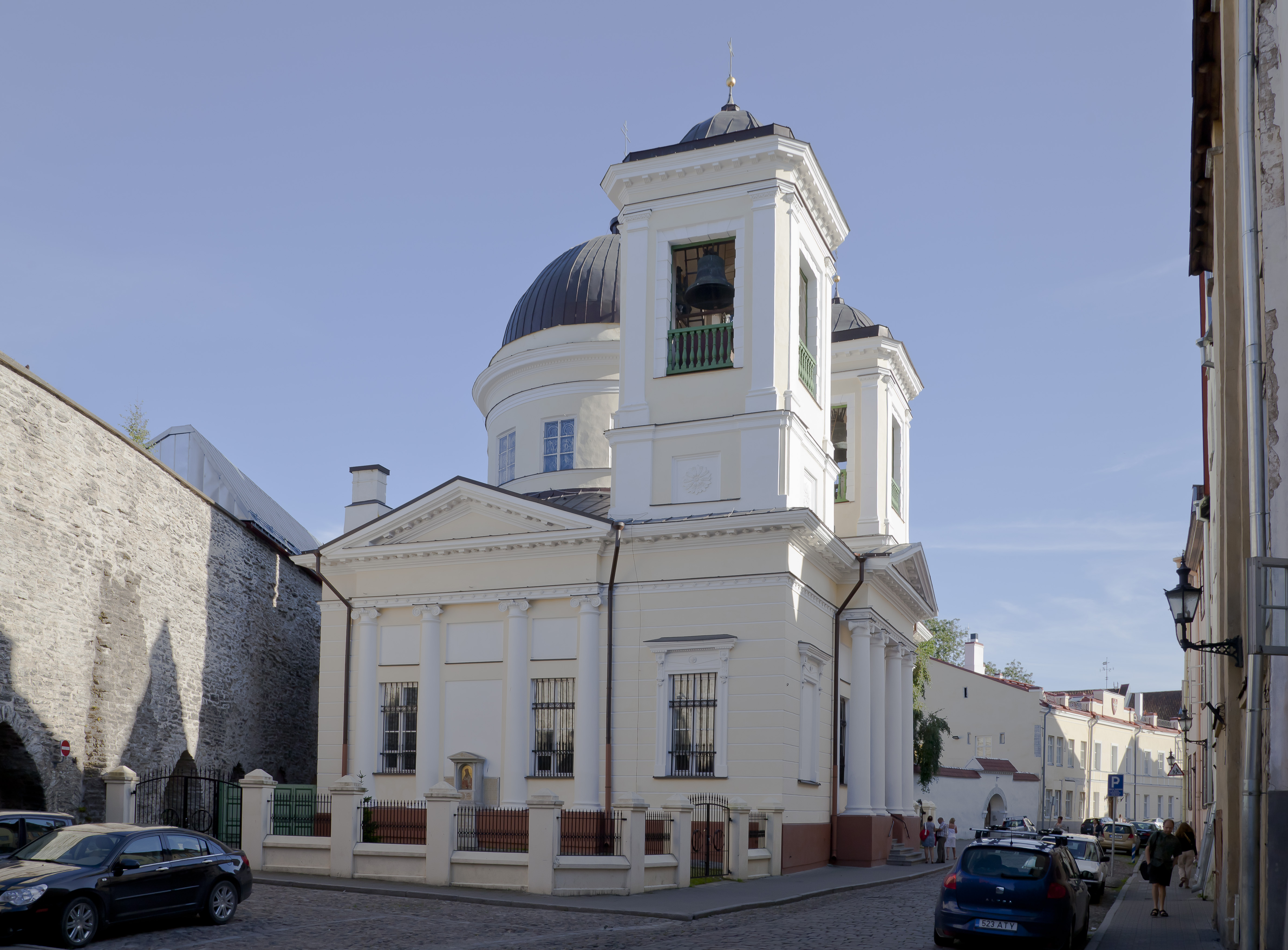
Blick von Norden, 2012

Die Kirche des Heiligen Nikolaus des Wundertäters (estnisch Püha Nikolause kirik) ist eine russisch-orthodoxe Kirche in der estnischen Hauptstadt Tallinn (Reval). Sie ist dem Heiligen Nikolaus von Myra geweiht, der in orthodoxen Kirchen auch den Beinamen „Wundertäter“ (Thaumaturgos) trägt.

## Lage
Sie befindet sich auf der östlichen Seite der Rußstraße (estnisch Vene tänav) in der Revaler Altstadt an der Adresse Rußstraße 24. Unmittelbar östlich der Kirche verläuft die Stadtmauer der Revaler Stadtbefestigung.

## Architektur und Geschichte
Eine erste russisch-orthodoxe Kirche in Reval war für Kaufleute aus Nowgorod beim Brokusberg (Sulevimägi) nahe der Stadtmauer errichtet worden. Im 15. Jahrhundert erfolgte dann ein Umzug der Gemeinde in die Rußstraße. In der ersten Hälfte des 15. Jahrhunderts wurde am heutigen Standort ein Vorgängerbau errichtet.
Die heutige Kirche entstand von 1825 bis 1827 nach 1807 erarbeiteten Plänen des Architekten Luigi Rusca. Der Abriss der alten Kirche war vom russischen Zar Alexander I. angeordnet worden. Die als Zentralbau angelegte klassizistische Kirche war das erste Kuppelgebäude der Revaler Altstadt. Nach Westen zur Rußstraße hin bestehen Kolonnaden. Die seitlichen Fassaden sind mit Halbsäulen versehen. Die Kirche verfügt über zwei gedrungene nördlich und südlich angeordnete Türme.
In den schlichteren Seitenschiffen befinden sich Ikonen aus dem 18. und möglicherweise auch aus dem 17. Jahrhundert. Die Kirche ist mit Wand- und Tafelgemälden verziert und verfügt über viele Seitenaltäre. Im 19. Jahrhundert erfolgte eine teilweise Umgestaltung der Innenräume.
Die Kirche erhielt wiederholt Geschenke russischer Herrscher in Form liturgischer Gegenstände. Die ältesten stammen vermutlich bereits aus dem 16. Jahrhundert. Der Metropolit von Rostow, Arseni Mazewitsch, wurde im 18. Jahrhundert im Altarraum des Mittelschiffs beigesetzt. Er war als Gefangener in Reval verstorben.
Die Kirche verfügt über acht Kirchenglocken, wobei die ältesten aus dem 17. Jahrhundert stammen. Die ältesten Glocken waren vermutlich Stiftungen und entstanden 1642 und 1651 in Stockholm durch Jurgen Putensen. So trägt die älteste Glocke die lateinische Inschrift SOLI DEO GLORIA M. JURGEN PUTENSEN ME FECIT A. 1642 (deutsch: Gott allein Ehre. Jurgen Putensen stellte mich her im Jahre 1642). Drei Glocken wurden in Reval 1690, 1735 und 1796 gegossen, bei einer weiteren Glocke von 1661 ist der Meister unbekannt. Die größte Glocke der Kirche entstand 1888, eine kleinere Glocke ist jüngeren Datums.
Das Gebäude wurde am 20. September 1995 als Denkmal registriert und ist unter der Nummer 1248 im estnischen Denkmalverzeichnis eingetragen.